# Asparagus uhligii
Asparagus uhligii är en sparrisväxtart som beskrevs av Kurt Krause. Asparagus uhligii ingår i släktet sparrisar, och familjen sparrisväxter.
Artens utbredningsområde är Tanzania. Inga underarter finns listade i Catalogue of Life.